# Croquet
Ne doit pas être confondu avec Cricket.
Pour les articles homonymes, voir Croquet (pâtisserie) et Georges Croquet.
 (juillet 2021).
Si vous disposez d'ouvrages ou d'articles de référence ou si vous connaissez des sites web de qualité traitant du thème abordé ici, merci de compléter l'article en donnant les références utiles à sa vérifiabilité et en les liant à la section « Notes et références ».
Le croquet est un sport d'extérieur, pratiqué en principe sur gazon et occasionnellement sur terrain sableux (plage). Il peut aussi être pratiqué sur la glace.

## Historique
Il semble que l'origine de ce sport soit à chercher dans le jeu de mail pratiqué dans les campagnes françaises au Moyen Âge. La noblesse française l'aurait ensuite transformé en billard pour pouvoir jouer en intérieur ; on raconte ainsi que c'est Louis XIV qui, regrettant de ne pouvoir y jouer en hiver, l'aurait fait passer sur une table, donnant naissance au billard. Emprunté en 1300 par les Anglais, le jeu de mail est devenu, après de multiples transformations, le golf en Écosse, et le croquet en Irlande. 

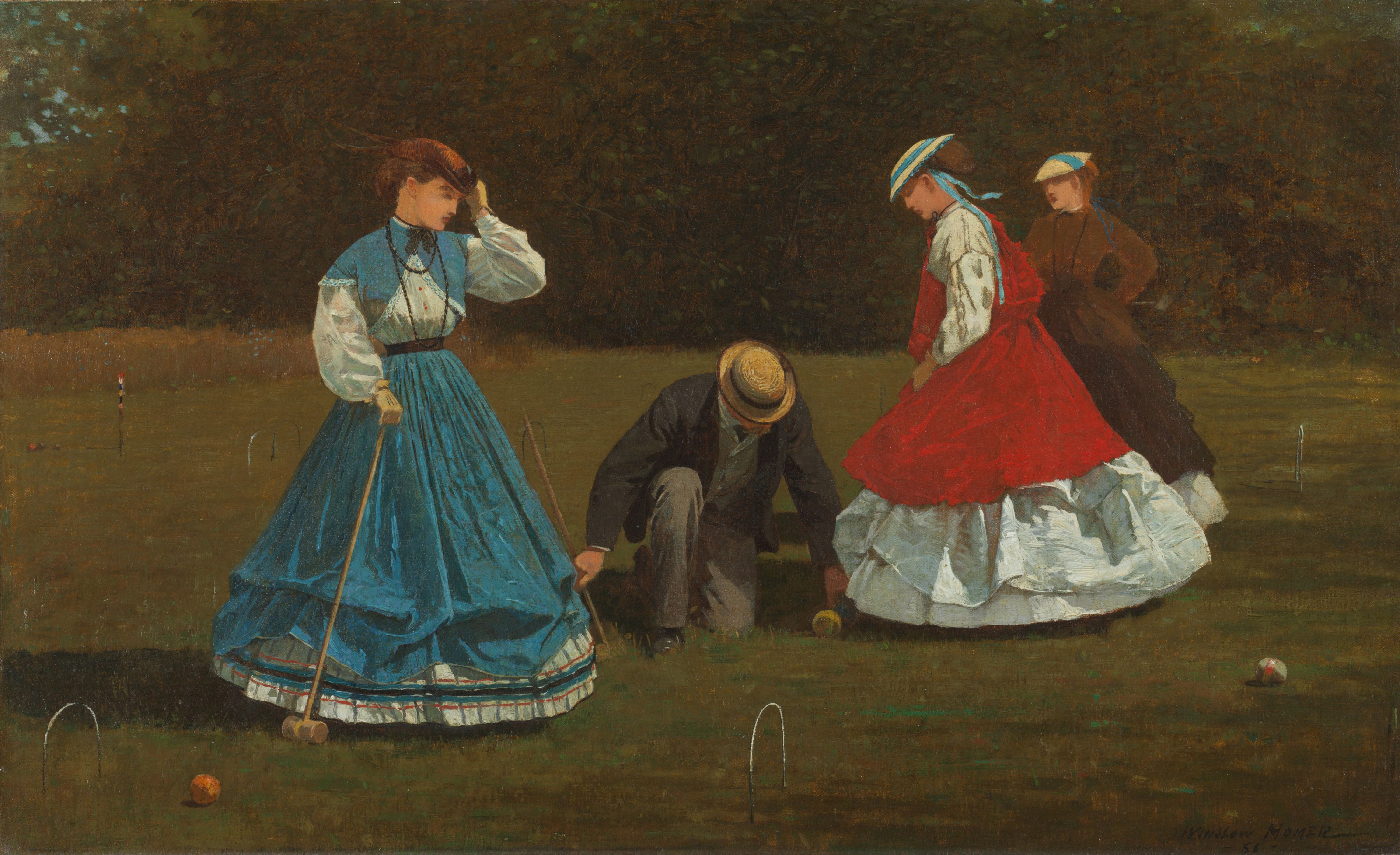
Croquet Scene, 1866
Winslow Homer
Art Institute of Chicago

C'est ainsi que le croquet moderne s'est trouvé joué majoritairement dans le monde anglo-saxon. Il a été extrêmement populaire pendant la deuxième moitié du XIXe siècle et la première moitié du XXe siècle et est aujourd'hui toujours pratiqué principalement au Royaume-Uni et au Canada. Il a été introduit aux États-Unis depuis les Îles Britanniques.
Le croquet ne réussit jamais à être considéré comme un sport à part entière en France, malgré les efforts de la Société française de croquet, fondée en 1893.
Il a cependant fait l'objet de trois épreuves olympiques lors des Jeux olympiques d'été de 1900 lors desquels les Français ont remporté toutes les médailles mises en jeu. Les épreuves sont mixtes et le croquet est chronologiquement la première discipline de ces Jeux olympiques et donc la première discipline de l'histoire des Jeux olympiques modernes auxquelles des femmes participent.

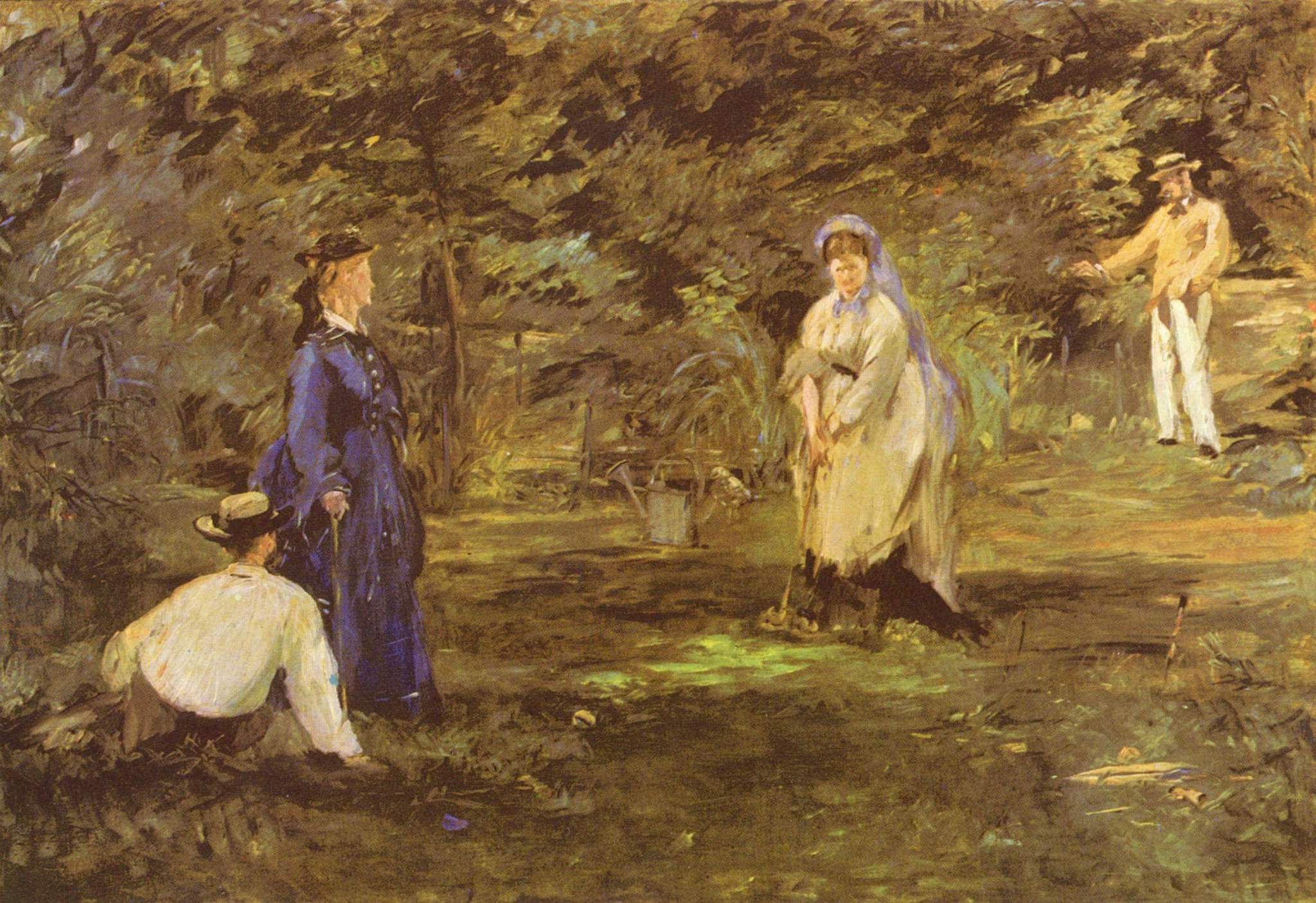
Édouard Manet, La Partie de croquet, 1873 (Musée de Francfort, Städel)
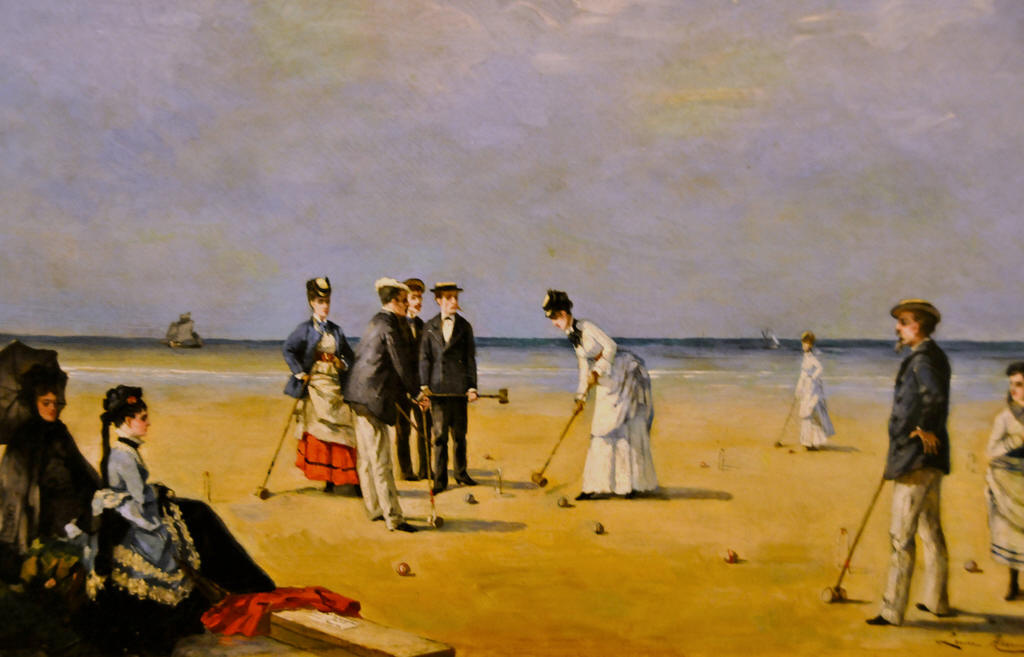
Partie de croquet à la plage (Louise Abbéma, collection privée, 1872)
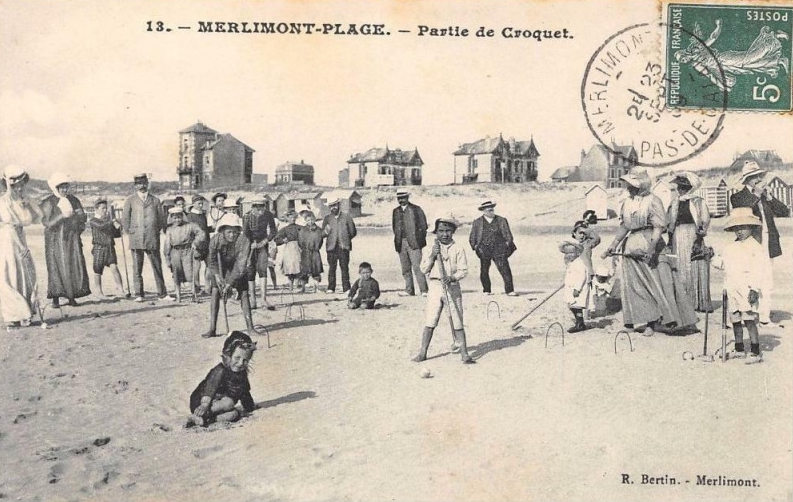
Partie de croquet sur la plage de Merlimont en 1909.
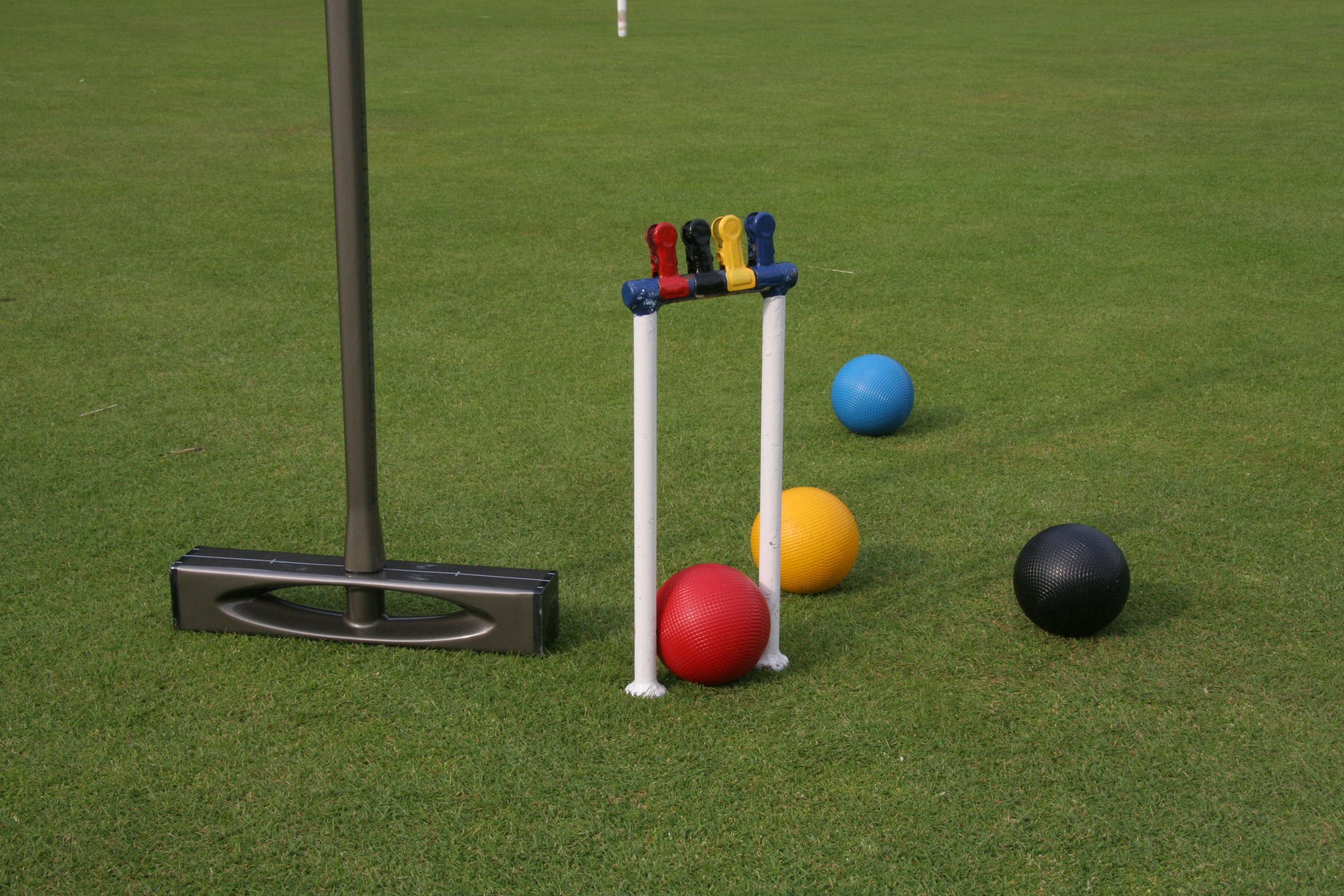
Équipement moderne de croquet
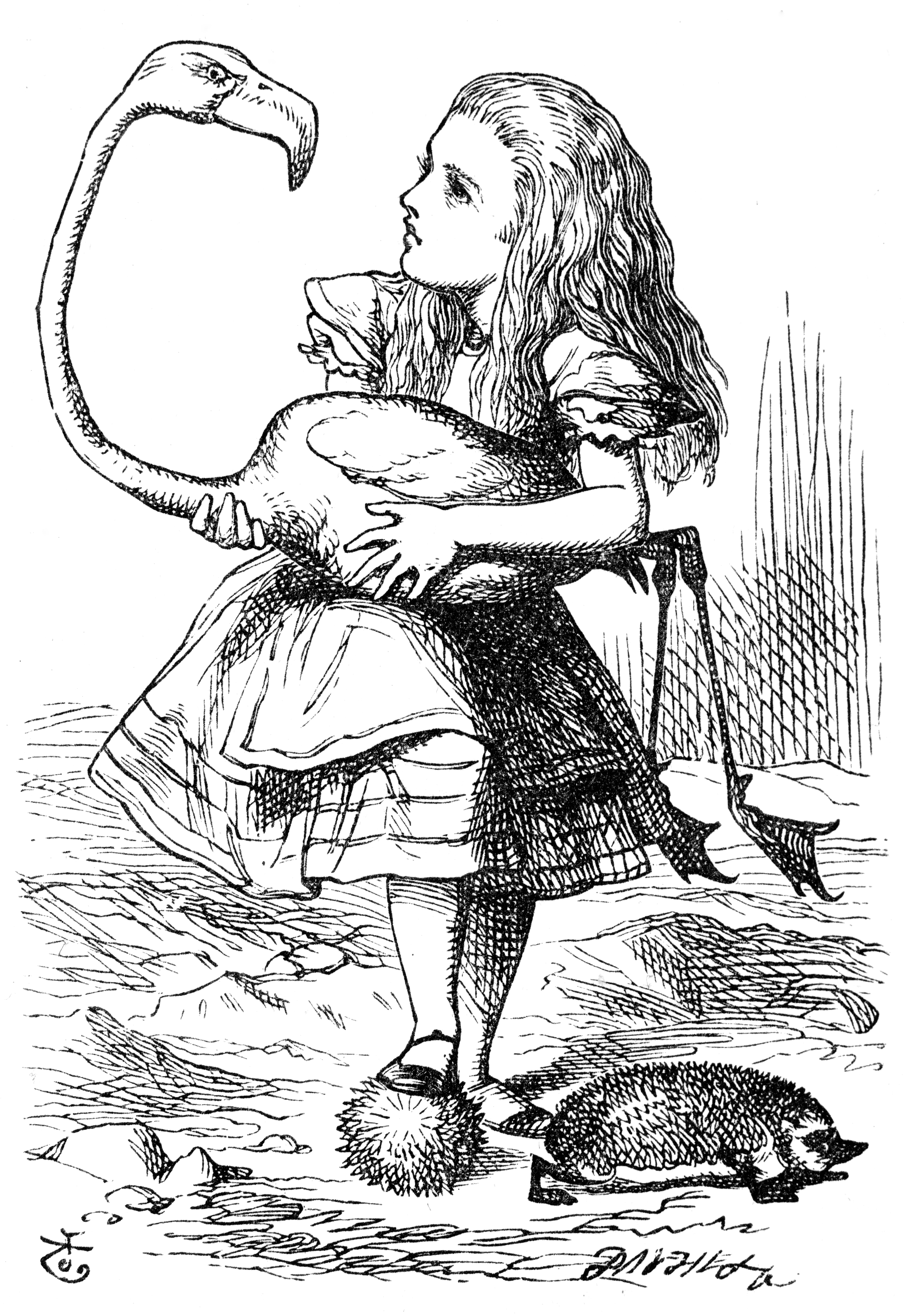
Alice jouant au croquet avec un flamant rose en guise de maillet et un hérisson comme boule dans Alice au pays des merveilles.

## Principe
Le croquet consiste à faire passer des boules en bois à travers des arceaux en les frappant à l'aide d'un maillet.
Il existe de nombreuses versions des règles du jeu, de deux à huit joueurs, et de six à dix arceaux, avec ou sans « cloche » au centre du jeu. On peut y jouer en équipe ou individuellement (cutthroat). Dans tous les cas, le principe est d'arriver au bout d'un parcours décrit par les arceaux, et l'on gagne des coups supplémentaires à chaque fois que l'on passe un arceau dans le bon ordre ou que l'on touche une autre boule. Il est possible d'accumuler des coups, c'est-à-dire que si un joueur touche deux boules, une après l'autre, il lui restera pour jouer deux fois le nombre de coups que l'on gagne en touchant une boule. Lorsqu'un joueur passe sous un arceau, il reçoit un coup supplémentaire mais il ne perd pas les coups accumulés.